# 1057

## Esdeveniments
- 2 d'agost - Roma: Esteve IX succeeix a Víctor II com a Papa de Roma.
- 15 d'agost - Lumphanan, Aberdeen: hi té lloc la batalla de Lumphanan entre Macbeth i el futur Malcom III, amb victòria d'aquest darrer.
- Agost - riu Dives, Normandia: Guillem I d'Anglaterra venç l'armada franco-angevina en la batalla de Varaville.
- Roma: darrer ús del papir per als documents papals.
- Beira, Regne de Lleó: Ferran I de Castella pren Lamego i Viseu de mans de nobles cristians aliats a regnes taifes.
- Kairuan, Ifríqiya (actual Tunísia): els Banu Hilal prenen la ciutat i la dinastia Zírida es veu obligada a traslladar la capital a Mahdia.
- Suz, Alt Atles: Abd-Al·lah ibn Yassín al-Ghazulí i Abu-Bakr ibn Úmar ibn Talakakín conquereixen la regió.

## Naixements

### Món
- Edith de Mèrcia, reina consort d'Anglaterra (m.1066).
- Hug I de Borgonya, duc de Borgonya (m.1093)
- Hug de Vermandois, comte de Vermandois (m.1101).

## Necrològiques
Països catalanas
- Ermessenda de Montsoriu, vescomtessa de Girona.

Món
- 28 de juliol - Arezzo: Víctor II, Papa de Roma.
- 15 d'agost - Lumphanan, Aberdeen: Macbeth, rei d'Escòcia (n.1005).
- 3 de setembre: Renald I de Borgonya, comte de Borgonya (n.986).
- Adelman, bisbe de Brescia.
- Al-Ma'arri, poeta i literat àrab (n.973).
- Estrid Svensadatter, princesa danesa (n.990).
- Ostromir, voivoda de Novgorod.
- Venosa: Umfred d'Altavilla, cavaller normand, comte de Puglia i Calàbria (n.1010).